# Computador de escritório

Um sistema de computador desktop. Possui monitor, teclado, mouse, alto-falantes e torre de computador. A torre do computador contém a placa-mãe e o processador.

Um computador de escritório ou computador desktop (geralmente abreviado como desktop) é um computador pessoal projetado para uso regular em um local estacionário ou próximo a uma mesa (em oposição a um computador portátil) devido ao seu tamanho e requisitos de energia. A configuração mais comum possui um gabinete que abriga a fonte de alimentação, placa-mãe (uma placa de circuito impresso com um microprocessador como unidade central de processamento, memória, barramento, certos periféricos e outros componentes eletrônicos), armazenamento em disco (geralmente uma ou mais unidades de disco rígido, unidades de estado sólido, unidades de disco óptico e, nos primeiros modelos , unidades de disquete ); um teclado e mouse para entrada; e um monitor, alto-falantes e, muitas vezes, uma impressora para saída. A caixa pode ser orientada horizontalmente ou verticalmente e colocada embaixo, ao lado ou em cima de uma mesa. Os computadores desktop com seus gabinetes orientados verticalmente são chamados de torres. Como a maioria dos gabinetes oferecidos desde meados da década de 1990 estão neste formato, o termo desktop tem sido usado retronimicamente para se referir a gabinetes modernos oferecidos na orientação horizontal tradicional.